# Tangiteroria
Tangiteroria est une petite localité rurale de l’Île du Nord de la Nouvelle-Zélande.

## Situation
Elle est localisée à mi-chemin entre la ville de Whangarei et la ville de Dargaville sur le trajet de la route State Highway 14 /S H14 (en) sur les berges du fleuve  Wairoa du Northland.

## Installations
Elle comporte une école primaire, un pub (actuellement fermé), une église catholique (également aussi actuellement fermée), une station d’essence , un marae et un centre communautaire (avec l’organisation d’un « dîner pour tenter sa chance » une fois par mois le vendredi soir). 
L’équipe locale de cricket joue tantôt à Kirikopuni, tantôt à Pukehuia une fois par semaine durant l’été.
Kirikopuni et Pukehuia sont toutes les deux des stations de chemin de fer situées sur la ligne de la branche de Dargaville (en) pour le mouvement des marchandises à travers la région du Northland et pour le service des passagers. 

## Histoire
Une station de la mission presbytérienne fut installée là par James Wallis en 1836 et ensuite assurée par James Buller. 
La mission continua à fonctionner jusqu’en 1853. 
Vers le milieu des années 1860, les troncs de kauri abattus étaient envoyés à Tangiteroria en descendant la rivière pour y être sciés. 
Un moulin à flax (en) fonctionna durant la fin du XIXe siècle.

## Accès
Un service de steamer remontant le fleuve Wairoa fut établi en direction de la ville de Tangiteroria par le Tangihua en 1878, et le Watson's Landing et d’autres magasins fleurirent vers 1881. 
Le navire S.S. Blanche entra en service entre Dargaville et Tangiteroria en 1891-1992, et le S.S. Ethel fit le trajet 2 fois par semaine vers 1896. 
Il fut remplacé par le S.S. Naumai de 1903 à 1920. 
Le service se termina en 1929. 
L’accès par la route fut établi dès 1890.

## Éducation
L'école  de Tangiteroria School est une école mixte assurant tout le primaire, (allant des années 1 à 8) avec un taux de décile de 5 et un effectif de 55 élèves. 
L’école fut créée en 1886.